# Arthur Cox (Fußballtrainer)
Arthur Cox (* 14. Dezember 1939 in Southam, Warwickshire, England) ist ein ehemaliger englischer Fußballtrainer. Er trainierte den FC Chesterfield, Newcastle United und Derby County.

## Trainerlaufbahn

### FC Chesterfield
Arthur Cox startete seine Tätigkeit als Trainer 1976 beim englischen Drittligisten FC Chesterfield. Der Verein aus Chesterfield belegte am Saisonende Platz 18 und erreichte damit den angestrebten Klassenerhalt. Im folgenden Spieljahr 1977/78 wurde die Klasse bereits vorzeitig gesichert und mit dem neunten Platz abgeschlossen. Enttäuschend verlief daher die Saison 1978/79 mit Platz 20. Lediglich vier Punkte trennte das Team von der nächstplatzierten Mannschaft, dem Absteiger Peterborough United. Von dieser wenig befriedigenden Saison erholte sich das Team jedoch schnell und konnte erstmals unter Arthur Cox Anschluss an die obere Tabellenhälfte halten. Belohnt wurde die erfolgreiche Saison jedoch nicht, mit dem vierten Platz wurde der Aufstieg in die Second Division ganz knapp verfehlt. Ein Punkt fehlte auf den drittplatzierten Aufsteiger Sheffield Wednesday. Durch das erfolgreiche Jahr war Cox dem höherklassigen Verein Newcastle United aufgefallen, der ihn 1980 als Trainer verpflichtete.

### Newcastle United
United spielte seit dem Abstieg aus der First Division 1977/78 in der zweiten englischen Liga. Dort hatte sich der Verein in den vergangenen beiden Jahren vergeblich um die Rückkehr in die First Division bemüht. Auch der Start der Trainertätigkeit von Arthur Cox verlief nicht wie erhofft. Newcastle beendete die Saison lediglich auf Platz 11. Nach einem weiteren Jahr im Mittelfeld der zweiten Liga, fand die Mannschaft 1982/83 Anschluss an die Spitzengruppe und schloss die Meisterschaft als Tabellenfünfter ab. Im folgenden Jahr feierte Cox den bisher größten Erfolg seiner Trainerlaufbahn und führte den Verein aus Newcastle als Tabellendritten in die First Division 1984/85. Die Mannschaft war von Cox kontinuierlich verstärkt worden und verfügte über eine Mischung aus jungen Spieler wie Peter Beardsley und Chris Waddle und erfahrenen wie den englischen Nationalspielern Kevin Keegan und Terry McDermott. Zur Überraschung vieler übte Cox seine Trainertätigkeit im kommenden Jahr nicht erstmals in der First Division aus, sondern wechselte nach diesem Erfolg zu Derby County.

### Derby County
Cox wurde in Derby Nachfolger von Peter Taylor, der den Verein zwischen 1967 und 1973 als Co-Trainer mit Brian Clough aus der zweiten Liga in die First Division geführt hatte. Anschließend gewann der Verein die Meisterschaft in der First Division 1971/72 und unter Dave Mackay den Titel 1974/75. In den Folgejahren begann jedoch der stetige Niedergang und gipfelte vorerst im Abstieg in die zweite Liga 1979/80. In der Saison 1983/84 folgte sogar der Abstieg in die dritte Liga. Zu diesem Zeitpunkt übernahm Arthur Cox die Trainertätigkeit bei County und er sollte den Verein in den kommenden Jahren wieder annähernd zur alten Stärke führen. 1985/86 erreichte das Team den Aufstieg in die Second Division und anschließend den direkten Durchmarsch in die First Division 1987/88. Derby hatte als Aufsteiger souverän den ersten Platz belegt und war damit nach sieben Jahren wieder erstklassig.
Nachdem in der ersten Saison der Klassenerhalt knapp eingefahren worden war, belegte die Mannschaft um Peter Shilton, Mark Wright, Dean Saunders und Ted McMinn in der First Division 1988/89 den fünften Tabellenplatz. Aufgrund der internationalen Sperre gegen alle englischen Vereine im Zuge der Heysel-Katastrophe, konnte der Verein jedoch nicht international starten. Fehlende Investitionen in neue Spieler und eine deutliche Minderung der Leistungsstärke der Leistungsträger führten 1990/91 zum Abstieg in die zweite Liga. Mark Wright und Dean Saunders verließen daraufhin den Verein. Eine erfolgreiche Neuverpflichtung gelang mit Craig Short von Notts County. Der erhoffte direkte Wiederaufstieg in die neu eingeführte Premier League 1992/93 wurde nur knapp verpasst. Die Mannschaft belegte den dritten Platz und traf in der ersten Play-off-Runde auf den Sechsten Blackburn Rovers, an denen Derby mit 2:4 und 2:1 scheiterte. Nach einem erneut verpassten Aufstieg 1992/93 beendete Arthur Cox aufgrund gesundheitlicher Probleme Ende 1993 seine Tätigkeit bei Derby County. In den folgenden Jahren war er als Co-Trainer seines ehemaligen Spielers Kevin Keegan u. a. beim FC Fulham, Manchester City und der englischen Fußballnationalmannschaft tätig.

## Erfolge
- Aufstieg in die erste Liga 1984 (mit Newcastle United)
- Aufstieg in die zweite Liga 1986 (mit Derby County)
- Aufstieg in die erste Liga 1987 (mit Derby County)